# 1619 en santé et médecine
| Années de la santé et de la médecine : 1616 - 1617 - 1618 - 1619 - 1620 - 1621 - 1622    |
| Décennies de la santé et de la médecine : 1580 - 1590 - 1600 - 1610 - 1620 - 1630 - 1640 |

## Événements
- La peste sévit au Levant, à Marseille et en Catalogne[1].
- La peste est signalée à Paris[2].
- C'est pendant l'épidémie qui sévit à Paris que Charles Delorme (1584-1678), médecin du roi Louis XIII, conçoit le masque de médecin de peste[3].
- Création d'une chaire d'anatomie à la faculté de médecine de Dole, occupée par Pierre Verney, protégé de l'archiduc Albert et d'Isabelle[4].
- « Harvey commenc[e] à enseigner publiquement la circulation à Londres, mais ne la f[era] imprimer qu'en 1628[5] ».
- L'attribution de la découverte du nitrum seri lactis (« sel du sérum de lait »), aujourd'hui appelé lactose, à Fabrizio Bartoletti (1576-1630), qui l'aurait publiée pour la première fois en 1619 dans la deuxième édition de son Encyclopaedia hermetico dogmatica[6], paraît erronée[7].
- La commanderie du Petit-Saint-Antoine, créée en 1095 à Paris pour soigner le mal des ardents et confiée aux antonins par Gaston de Valloire, son fondateur, perd sa fonction hospitalière pour devenir un monastère[8],[9].
- « Une loi qui conc[ède] un rang égal aux dentistes, guérisseurs d’os et lithotomistes est édictée en France [...], chaque spécialiste étant considéré comme expert dans sa branche de chirurgie[10]. »
- L'artiste flamand Nicolaes Eliasz. Picckenoy peint La Leçon d'ostéologie du docteur Sebastian Egberts[11].
- 1619-1620 : fondation à Suceava, par le métropolite Anastasie Crimca (en), du premier hôpital de Moldavie et de Valachie[12].

## Publications

### Divers
- Parution d'un opuscule anonyme intitulé Souverain remède naturel du sel de sapience, tiré de l'or par l'art spagyrique[13],[14].
- Pietro Maria Canepari (né et mort à des dates inconnues), médecin italien, fait paraître son De atramentis cujuscunque generis[15], « important ouvrage où on trouve des observations multiples en chimie et médecine[16],[17] ».
- Pietro Castelli publie deux ouvrages[18] en un volume : le Chalcantinum dodecaporion (« Douze morceaux de chalcantite »), notes sur l'usage du vitriol dirigées contre le De calcantho seu vitriolo (1617[19]) de Raymund Minderer (de)[20], et une Defensio antiquorum in arsenici atque sandarachae potu, sur l'arsenic et la sandaraque, qui obtiendra un certain succès au-delà des frontières de l'Italie[20].
- Publication, à Saumur, de l'Histoire du miracle advenu à Nostre-Dame des Ardilliers, avec les dépositions de François Citois, médecin à Poitiers, Jean Adam, apothicaire à Loudun, Pierre Bourbon, apothicaire à Angoulême, et François Vautier, « médecin ordinaire de la reine mère[21] ».
- Johann Lucas Chmielecius (1590-1662), étudiant en médecine à Bâle, intitule sa thèse Dissertatio de humoribus corporis humani[22].
- Sous le titre de Tromperies des charlatans découvertes[23], Thomas de Courval (1577-1627), médecin et poète satirique français, réédite sa Satyre contre les charlatans[24] publiée en 1610.
- Rodrigo da Fonseca (1550-1622), médecin à Padoue, publie ses « Consultations médicales[25] ».
- Lorenzo Garzonio, protomédico général des États du pape, rédige un Discorso dell'inconvenienti che nascono nella medicina[26] (« Discours sur les problèmes qui commencent à se poser en médecine »), dans lequel il déplore l'affaiblissement de l'autorité du collège des médecins de Rome[27].
- Rudolf Goclenius (1572-1621), médecin calviniste, professeur à Marbourg, répond au Goclenius heautontimoroumenos (« Goclenius, bourreau de soi-même ») du jésuite Johannes Robertus, par une Morosophia Ioannis Roberti (« Folie sérieuse de Johannes Robertus ») qu'il fait paraître à Francfort chez Johann-Karl Unckel[28].
- Sous le titre de Guide des chirurgiens[29], Germain Courtin traduit en français les Chirurgicae artes libri tres (Paris, A. Gille, 1580), d’Étienne Gourmelen[30].
- Isoardo Guigonio publie un traité d'anatomie de l’œil sous le titre d'Autopsiomma, cum ejusdem oculi actionibus et utilitatibus[31].* L'apothicaire Louis de La Grive, garde juré de la ville de Lyon, publie sa Paraphrase sur les vers d'Andromaque, des vertus et composition de la thériaque[32].
- Parution à Saumur, chez René Hernault, de l'Ostéologie historiale de Pierre Martin, médecin de Chinon[33].
- Publication de la Threnodia medica, du médecin allemand Raymund Minderer (de) († 1621[34]).
- Parution de la Pathologia haereditaria[35] du médecin et poète irlandais Dermod O'Meara (en) (fl. 1610-1646[36]).
- Parution, dans le second volume des Lettres d'Étienne Pasquier, de la « Lettre XIX, 16 » adressée à l'un des fils d'Adrien Turnèbe, et qui « consiste dans une satire des médecins et de la médecine[37] ».
- Théophraste Renaudot (1586-1653) publie le texte d'une conférence qu'il vient de faire à Loudun sur « un médicament appelé polychreston[38] ».
- Daniel Sennert (1572-1637) publie deux ouvrages, l'un « sur les fièvres » (De febribus[39]), l'autre  sur les relations entre chimiatrie et galénisme (De chymicorum cum Aristotelicis et Galenicis consensu ac dissensu[40]).
- À la parution des Tromperies des charlatans descouvertes[23], réédition de la Satyre contre les charlatans publiée en 1610 par  Thomas Sonnet de Courval, le bateleur et comédien Tabarin (1584 ? – 1633) réagit par une Réponse au livre intitulé La Tromperie des charlatans découverte[23], qu'il augmente d'un Clair-voyant intervenu sur la Response de Tabarin[23],[41].
- Publication posthume de deux traités de Jean de Varanda (1564 ? – 1617) : le premier, « sur les maladies des femmes », édité simultanément à Lyon par Petrus Van Der Myle, sous le titre de De morbis et affectibus mulierum[42], et à Hanau par Peter Jänich, sous celui de De Affectibus mulierum libri tres[43] ; le second, « sur les maladies de l'estomac » (De morbis ventriculi[44]), à Lyon également, par Claude Dubost.
- Pierre de Vège, médecin ordinaire du duc de Savoie, publie son essai sur le débat entre spagyristes et galénistes[45].

### Sur la peste
- 1er septembre : ordonnance de la police parisienne aux frères hospitaliers et aux autres agents mandatés, sur la façon de procéder à la désinfection des logements des pestiférés[46].
- Impression, à Paris, d'un Bouclier […] où sont contenus plusieurs remèdes […] contre la contagion[47].
- Publication posthume des Excellents remèdes ou préservatifs contre la peste, d'Antoine d'Averoult († 1615[48]).
- Jean Duret (1563-1629), donne son Advis sur la maladie[49], « petit ouvrage concernant les préservatifs et la curation de la peste[50] ».
- Nicolas Habicot, chirurgien du duc de  Nemours, publie sa Recette chasse-peste[51].
- Publication, à Paris, chez Michel Sonnius, du De pestis curatione et praecautione[52] de Nicolas Abraham de La Framboisière (1560-1636).
- Parution à Amiens du traité de peste[53] de Guillaume L'Hoste, médecin qui, selon l'abbé Daire, « pendant que la peste ravageait cette ville, n'a jamais cessé d'exposer ses jours pour la conservation de ceux de ses compatriotes[54] ».
- Le roi fait distribuer à Paris la recette d'un électuaire « préservatif et curatif de la peste[55] » signée de René Remant.
- Henri de Rochas[56], médecin de la princesse de Conti, donne un traité de peste sous le titre de Discours très utile sur la maladie contagieuse de ce temps[57].

## Naissances

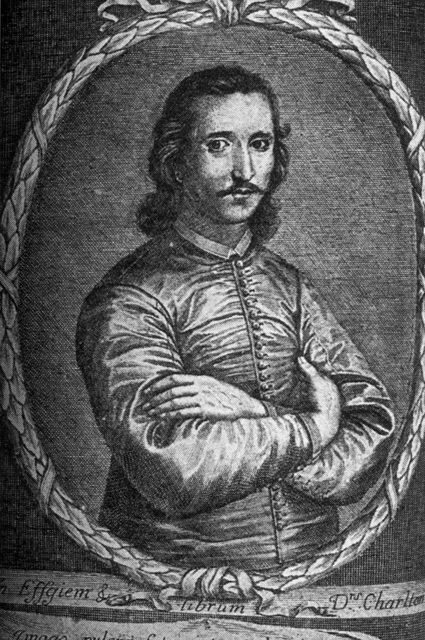
Walter Charleton

- 2 février : Walter Charleton (mort en 1707), médecin et naturaliste britannique, médecin de Charles Ier, roi d'Angleterre[58].
- 2 avril : Moyse Charas (mort en 1698), pharmacien français[59],[60].
- 9 mai : Christian Lange (de) (mort en 1662[61]), médecin allemand qui soutient, avec August Hauptmann (de) (1607-1674), que « bien des maladies sont dues aux vers et autres parasites animaux[62] ».
- Samuel Collins (en) (mort en 1670), médecin anglais, au service, pendant neuf ans, du tzar Alexis Ier, et auteur d'une relation de son séjour en Russie (The Present State of Russia) qui sera abondamment traduite et rééditée[63].
- Jérôme Tencke (mort en 1687 ou 1697), médecin, professeur à Montpellier[64],[65].
- 1618 ou 1619 : Daniel Whistler (en) (mort en 1684), médecin anglais, membre du Royal College of Physicians, auteur, en 1645, d'un traité De Morbo puerili Anglorum, premier ouvrage paru sur le rachitisme[66].

## Décès
- 21 mai : Girolamo Fabrizi d'Acquapendente (né en 1537), anatomiste italien[67].
- Balthasar Goller (né à une date inconnue), médecin huttérite de Moravie, médecin personnel du cardinal von Dietrichstein[68].
- Séverin Pineau (né vers 1550), chirurgien du roi Henri IV, un des maîtres d’Ambroise Paré, lithotomiste réputé, et dont les contributions furent essentielles dans les débats sur l’hymen et la symphyse pubienne[69].
- Jan Cornelis Wterwer (né à une date inconnue), disciple d'Aldovrandi, professeur de médecine à Bologne et directeur du jardin botanique[70].